# Ermita de Santa Ana (Valverde de Mérida)
La Ermita de Santa Ana es una ermita de Valverde de Mérida, en la provincia de Badajoz, España.

## Situación
La ermita de Santa Ana se encuentra situada al SO de Valverde en la confluencia de los términos de Don Álvaro, Mérida y Valverde, cerca del río Guadiana, un poco apartada de éste, tal vez para preservarla de las crecidas ya que, si bien se encuentra en una pequeña elevación del terreno, está junto a una fértil vega de mencionado río. 
Su orientación no responde a la general de las construcciones religiosas cristianas (Este-Oeste) ya que su eje longitudinal se dirige hacia el Sur con un ligero desvío hacia el Oeste. 
En la actualidad el edificio se encuentra en un avanzado estado de ruina, habiendo desaparecido toda la cubierta, excepto la cúpula de la sacristía, parte de los muros y una buena parte del pórtico de entrada. 

## Estructura y decoración
De planta rectangular, posee una única nave dividida en dos tramos y capilla mayor al fondo configurando una cabecera cuadrada, todo ello está precedido de pórtico constituido por tres arcos de medio punto, uno al frente y dos laterales, si bien, al menos, el de la izquierda estuvo albergando en su centro una pequeña ventana adintelada, de granito. Tanto el arco central como el de la izquierda están realizados en ladrillo. En ambos ángulos de las esquinas delanteras se encuentran incrustadas dos pequeñas pero gruesas columnas, de granito la izquierda y de mármol la derecha. 
El muro de los pies de la nave, de mampostería, alberga un arco de medio punto, enmarcado por un alfiz realizado junto con dicho arco en el ladrillo.
En el muro Este del primer tramo se encuentra una portada cegada, que es posible perteneciera a la entrada de una capilla, o quizás pudo ser una antigua puerta de acceso que comunicara la nave con el exterior. Dividiendo ambos tramos se encuentra un gran arco, de ladrillo, apuntando, que descansa sobre los confuertes exteriores.
La capilla mayor, más elevada de la nave, se une a ésta por arco de medio punto, también realizado en ladrillo. Es la zona más rica de la ermita ya que se coronaba con una cúpula semiesférica sobre pechinas, construida de ladrillos y rematada al exterior por un pináculo cónico también de ladrillos. Los muros de la capilla superior se encontraban decorados con interesantes pinturas. 
El muro frontal de la cabecera se encuentra una ventana cegada, con reja al exterior, que junto con la otra situada en el muro Este, serían los principales puntos de luz que iluminarían la capilla mayor. Ambas ventanas resaltan sus bordes con granito. 
En cada ángulo de la capilla mayor se albergan algunas pilastras adosadas en las que descargan los arcos que aligeran el peso de la cúpula.
Al exterior es de destacar la utilización de los sillares graníticos en los ángulos de las esquinas, así como la cornisa que recorre toda la parte superior de la capilla y en los pináculos piramidales que rematan la construcción en ambas esquinas de la cabecera.
Comunicándose con la capilla mayor por una puerta adilentada, sobre la cual se extiende una pequeña cornisa, se encuentra la sacristía. En un espacio cuadrado, cubierto con una cúpula de media naranja, único cierre conservado en la actualidad del conjunto del edificio. Recibe la luz del exterior a través e una ventana pequeña situada en el muro del Norte. 
Lo más destacable respecto a la decoración arquitectónica es el alfiz que enmarca el arco de entrada a la ermita así como las importas de ladrillo resaltado donde descansa dicho arco, las impostas de las columnas adosadas existentes en la capilla mayor y una pequeña cornisa existente superpuesta a la puerta de la sacristía
Tanto al exterior como al interior de la ermita se encontraba encalada, y sobre todo en el muro frontal de la capilla mayor abunda la decoración pictórica de motivos vegetales y geométricos con predominio de colores rojizos. 
La cúpula mayor, ya desaparecida, tenía unas bandas radicales con pinturas geométricas, cuyas formas romboidales de color rojizo se combinan con el blanco de fondo haciendo una especie de espigado que convergía en el centro de dicha cúpula. 
La cúpula de la sacristía poseía también decoración pictórica similar a la de la cúpula mayor. 
Recorría la parte inferior del muro un zócalo geométrico que combinaba el color azul con el rojo. Del mismo modo, rodeaba el exterior de la ermita otro zócalo de color rojo.
Respecto a los cerramientos, aparte de los ya mencionados, la nave debió tener cubierta a dos aguas, de madera o cañas y tejas.

## Materiales
El material básico para la realización de la construcción es mampostería, si bien se emplea el ladrillo para la configuración de arcos y cúpulas; el granito en los vanos de las ventanas, en parte de la cimentación, en una cornisa que remata los muros externos de la capilla mayor y, sobre todo, en los ángulos de las esquinas traseras de dicha capilla así como incrustado en forma de sillares más o menos regulares en algunas zonas de los muros. La madera o caña se emplearía para cerrar la cubierta de la nave. 
Es posible que los restos de la edificación apreciables en el presente estén asentados sobre la base de otra fábrica anterior, ya que en algunos tramos se pueden observar la existencia de grandes sillares, sobre todo en las partes más bajas de los muros incrustados en ellos.

## Estilo arquitectónico
En la actualidad presenta dos tipologías constructivas bien diferenciadas: 
- La primera que se correspondería con los dos primeros tramos de la nave y el pórtico, denota una clara influencia mudéjar, sobre todo por el empleo de ladrillo en sus dos arcos apuntados (el de la entrada y el que separa los dos primeros tramos de la nave) y el alfiz que enmarca al que da acceso a la ermita.

- La segunda que coindide con la parte de la capilla mayor de la sacristía, de factura más reciente, debió realizarse a juzgar por sus formas más estilizadas, en torno al siglo XVIII.

- Datos: Q5836269